# Palau de Rudbarži
El Palau de Rudbarži (en letó: Rudbāržu muižas pils és un palau a la històrica regió de Curlàndia, al municipi de Skrunda de Letònia.

## Història
L'edifici va ser construït el 1835 pel baró von Firck i posteriorment remodelat el 1882-1883. L'estructura va ser severament danyada per un incendi el 1905, però més tard va ser reconstruïda. Actualment és seu de l'Oskars Kalpaks escola primària Rudbarži.